# Аутинг
А́утинг (англ. outing) — оприлюднення, публічне розголошення інформації про сексуальну орієнтацію або гендерну ідентичність людини без її на те згоди. Аутинг протилежний за змістом камінг-ауту — добровільного розкриття власної сексуальної орієнтації або гендерної ідентичності. Аутинг може бути розцінений як порушення права на недоторка́нність приватного життя і може бути використаний для компрометації людини й завдання шкоди її репутації. Іноді аутинг використовується в політичній боротьбі або в цілях продемонструвати розбіжність між особистим життям людини і її офіційною публічною позицією.

## Феномен
Термін «аутинг» не є тотожним терміну «камінг-аут». Тоді як камінг-аут позначає навмисне й усвідомлене оприлюднення людиною інформації про власну сексуальну орієнтацію, аутинг має на увазі оприлюднення гомосексуальності людини, яка до цього приховувала або вважала за краще не оприлюднювати цю інформацію, без її на те згоди.
Аутинг є предметом суперечок і в самій ЛГБТ-спільноті. Багато з її представників уважають аутинг неприйнятним. Однак інші вважають його необхідним засобом боротьби з прихованими гомосексуалами, які, наприклад, з огляду на те, які вони обіймають посади, мають антигомосексуальні погляди та проводять антигомосексуальну політику.
Прихильники аутингу відомих людей називають такі причини для необхідного розголошення інформації та сексуальної орієнтації знаменитостей:
- Аутинг сприяє детабуїзації гомосексуальності й поширенню інформації про кількість представників ЛГБТ,
- Завдяки популярності людей, щодо яких зроблений аутинг, буде підвищуватися терпимість до ЛГБТ в суспільстві,
- Буде полегшений камінг-аут для представників ЛГБТ,
- Будуть викриті приховані представники ЛГБТ, які виступають проти гомосексуальності й формують політику проти неї[1][5].

Відповідно противники аутингу обґрунтовують його неприпустимість наступними причинами:
- Втручання в особисте життя і порушення приватної сфери,
- Порушення принципу добровільного розголошення інформації про себе,
- Аутинг не розв'язує проблеми ЛГБТ, а служить спектаклем для ЗМІ[1][5].

## Відомі приклади аутингу
Найбільш часто аутингу піддаються публічні фігури, які у своїй публічній діяльності виступають за посилення чинного законодавства стосовно ЛГБТ або за прийняття нових законів, що обмежують їхні права. Крім того, аутинг використовується для дискредитації та завдання шкоди репутації людини.
Практика аутингу відомих людей набула поширення з кінця 1980-х років у США, коли знаменитості, що приховували свої гомосексуальні уподобання, цілеспрямовано піддавалися викриттю і публічному розголосу. Зокрема, представники Act-Up-руху в США під час своїх провокаційних акцій змушували відомих людей публічно зізнаватися про свою гомосексуальність.
У розпал ґей-визвольного руху в США аутингу піддавалися не тільки гомофоби, але і звичайні представники ЛГБТ, які приховували свою орієнтацію. Наприклад, аутинг американському національному герою Оліверу Сіпплу, що врятував життя президентові Джеральду Форду під час замаху, на присутніх справив один із перших відкритих політиків-геїв США Гарві Мілк для того, щоб суспільство знало, що герої є в тому числі й серед ЛГБТ. Це, однак, погано закінчилося для Сіппла: його сім'я відреклася від нього, він почав пити й помер у віці 47 років.
Пізніше аутинг перетворився в метод боротьби з прихованими геями, що публічно підтримують гомофобні погляди в суспільстві або працюють на людей, що мають такі погляди.
У Великій Британії аутинг став одним з основних видів діяльності організації OutRage! і її лідера Пітера Тетчелла. Зокрема, організація зробила аутинг єпископу Даремському Ентоні Тернбуллу і єпископу Лондонському Девіду Гоупу, які різко виступали проти посвячення відкритих геїв у священники.

### Аутинг в історії
Першим з найбільш відомих громадських скандалів з примусовим розголошенням інформації про гомосексуальність може вважатися справа Гардена-Ейленбурга в 1907—1909 роках. Журналісти, які представляли ліву опозицію стосовно політики кайзера Вільгельма II, оприлюднили інформацію про гомосексуальність деяких відомих членів урядового кабінету і його найближчого оточення, маючи на увазі й самого кайзера. Процес почався з обвинувачення Максиміліаном Гарденом аристократичного дипломата принца Ейленбурга. Звинувачення Гардена спонукали інших журналістів взяти з нього приклад, включаючи Адольфа Бранда (Adolf Brand), засновника гей-журналу «Der Eigene». Іншим прикладом аутингу в історії є також справа Фрича - Бломберга.

### Аутинг священнослужителів
Глава Асоціації євангелістів США Тед Хаггард, в недавньому минулому активно виступав за недопущення одностатевих шлюбів, пішов у відставку наприкінці 2006 року через звинувачення в гомосексуальних контактах. Заперечуючи сексуальний зв'язок зі співробітником служби ескорту Майком Джонсом, що тривала протягом останніх трьох років, Хаггард продовжував стверджувати, що завжди залишався вірним своїй дружині.
Крім того, він заявив про відхід з поста пастора «Нової церкви» в Колорадо-Спрінгс. Зі свого боку Майк Джонс заявив, що пастор, крім занять одностатевим сексом, кілька разів також вживав наркотики. "Люди можуть дивитися на мене і звинувачувати в аморальності, — сказав Джонс. — Але я думаю, що повинен був зробити й дещо «моральне», а саме виставити того, хто проповідує одне, а робить зовсім інше за спиною у всіх".
Пізніше Тед Хаггард зізнався, що звинувачення Майка Джонса справедливі й публічно покаявся, зазначивши, що «роками шукав допомоги різними шляхами, які ні до чого не привели». 50-річний експастор, батько п'ятьох дітей, зізнався, що це «частина мого життя, яка настільки огидна і темна, що я борюся з нею протягом всього свого дорослого життя».

### Аутинг в політиці
Вкрай правий австрійський політик, лідер Партії свободи Йорг Хайдер, відомий своїми симпатіями до нацистів, піддався аутингу навесні 2000 року, коли австрійська і німецька преса поширила відомості про його гомосексуальні контакти. Зокрема преса повідомляла, що Хайдер має регулярні інтимні стосунки з юнаками, чий вік навіть нижче порога згоди (на той момент вік згоди для гомосексуальних контактів в Австрії становив 18 років — Права ЛГБТ в Австрії), і з цією метою часто буває в Словаччині, де вік згоди — 15 років. Представники найбільшої ЛГБТ-організації Австрії HOSI заявили, що мали відомості про гомосексуальність Хайдера вже близько десяти років.

## Законодавство
Аутинг може бути розцінений як порушення права на недоторканність приватного життя, поширення неправдивої інформації про гомосексуальність може трактуватися як дифамація або наклеп і піддаватися кримінальному переслідуванню в деяких країнах. Відомі випадки публічних судових розглядів за звинуваченнями в наклепі або втручанні в особисте життя у зв'язку з поширенням інформації про гомосексуальність.
Глава британської енергетичної компанії BP 59-річний лорд Джон Браун (John Browne) був змушений подати у відставку в травні 2007 року після того, як 27-річний канадець Джефф Шевальє (Jeff Chevalier), протягом чотирьох років був з Брауном у близьких стосунках, вирішив надати їм розголосу. В результаті попередньої публікації судового розгляду про втручання в особисте життя, ініційованого з боку Брауна, суд прийшов до висновку, що дії Шевальє не суперечать закону. Джон Браун, який протягом 41 року працював у BP і очолював BP з 1995 року, добровільно покинув свій пост усього за кілька місяців до виходу на пенсію, втративши компенсації у 21 мільйон фунтів стерлінгів.